# Lijst van voetbalinterlands Benin - Congo-Kinshasa (vrouwen)
Deze lijst van voetbalinterlands is een overzicht van alle officiële voetbalinterlands tussen de nationale vrouwenteams van Benin en Congo-Kinshasa. De landen hebben tot nu toe twee keer tegen elkaar gespeeld.

## Wedstrijden
| № | Plaats   | Datum             | Competitie                                | Wedstrijd              | Uitslag |
| - | -------- | ----------------- | ----------------------------------------- | ---------------------- | ------- |
| 1 | Kinshasa | 22 september 2023 | Afrikaans kampioenschap 2024 kwalificatie | Congo-Kinshasa − Benin | 2 − 1   |
| 2 | Cotonou  | 26 september 2023 | Afrikaans kampioenschap 2024 kwalificatie | Benin − Congo-Kinshasa | 1 − 2   |

## Samenvatting
| Competitie                           | Totaal gespeeld | Winst Benin | Gelijk | Winst Congo-Kinshasa | Doelsaldo Benin – Congo-Kinshasa |
| ------------------------------------ | --------------- | ----------- | ------ | -------------------- | -------------------------------- |
| Afrikaans kampioenschap kwalificatie | 2               | 0           | 0      | 2                    | 2 − 4                            |
| Totaal                               | 2               | 0           | 0      | 2                    | 2 − 4                            |